# Luci Vibul·li Rufus
Luci Vibul·li Rufus (llatí: Lucius Vibullius Rufus) va ser un senador romà del segle i aC, amic de Gneu Pompeu, que Ciceró menciona en un parell d'ocasions abans de la guerra civil.
Era un home resolut i enèrgic, al que Pompeu va nomenar praefectus fabrum a la guerra civil, entre el 49 i el 48 aC. Quan Pompeu va anar a Grècia va enviar a Vibul·li al Picè per reforçar la causa pompeiana en aquesta regió, d'on Pompeu era originari, però no va poder fer res, ja que les ciutats es van declarar a favor de Juli Cèsar. Vibul·li es va refugiar a Corfinium, dominada per Domici Ahenobarb. Quan la ciutat es va rendir, Vibul·li va ser un dels senadors fets presoners per Cèsar, que els va destituir del senat i els va deixar anar sense altre càstig.
Llavors Pompeu el va enviar a Hispània per ajudar Marc Petrei i Luci Afrani i allí Cèsar el va fer presoner per segona vegada, i altre cop va ser perdonat. Quan Cèsar va desembarcar a Grècia el 48 aC, va enviar a Vibul·li a Pompeu amb ofertes de pau, i Vibul·li va apressar-se el que va poder, no per transmetre les condicions de pau sinó per comunicar a Pompeu els moviments de l'exèrcit de Cèsar.